# Groupe nationaliste (Frankreich)

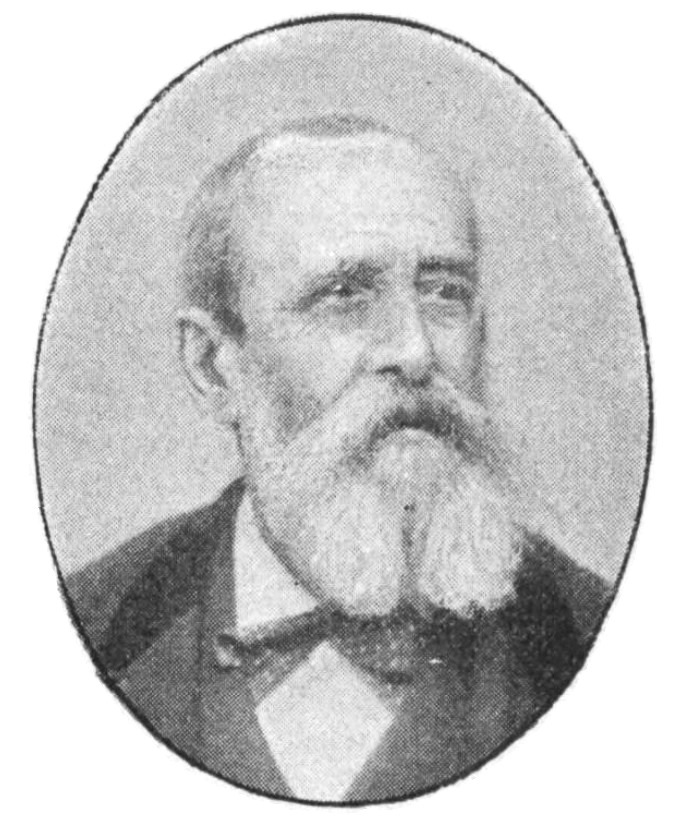
Gustave Cluseret 1898

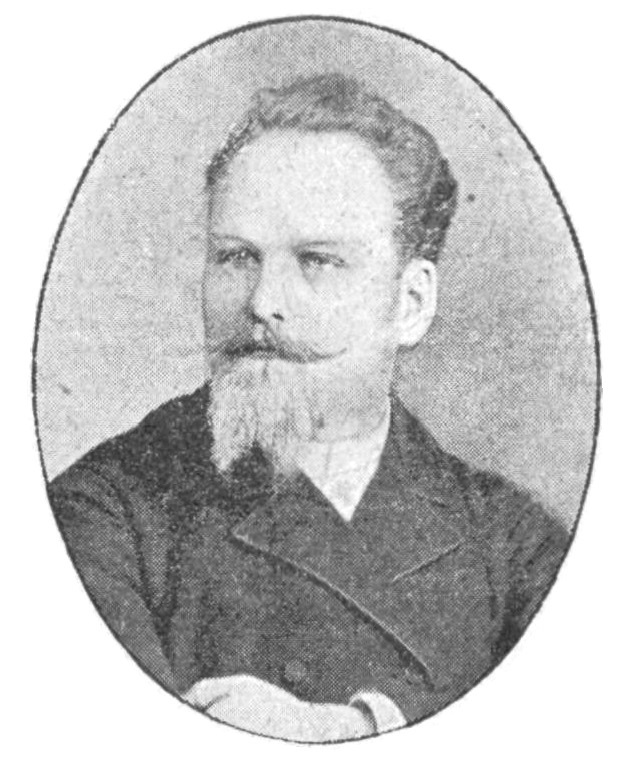
André Castelin 1898

Die Groupe nationaliste (Nationalistische Gruppe) war eine parlamentarische Fraktion in der Abgeordnetenkammer der Dritten Französischen Republik. Sie war ab 1893 aktiv und verschwand 1895.

## Geschichte
Wenige Wochen nach den Parlamentswahlen von 1893 wurde auf Initiative des revolutionären Sozialisten Cluseret (der bereits 1889 eine ähnliche Gruppe angeführt hatte) und mit Hilfe des ehemaligen Boulangisten Castelin eine Groupe socialiste national mit fünfzehn Mitgliedern gegründet. Die 1894 wenig aktive Gruppe wurde im November 1895 von Castelin unter dem Namen Groupe nationaliste (oder Groupe socialiste nationaliste) wiederbelebt.
Diese Fraktion vereinigte linke Revisionisten (vor allem ehemalige Mitglieder der boulangistischen Fraktion, die oft aus dem Radikalismus kamen) und Sozialisten, die nicht der Fraktion von Jaurès angehörten (aus patriotischer Ablehnung einer internationalistischen Solidarität mit ihren deutschen Kollegen). Diese Abgeordneten plädierten insbesondere für eine Generalamnestie für Streikende und politisch Verurteilte und für eine Verfassungsänderung zur Einführung eines Referendums.
1895 hatte die Groupe nationale etwas mehr als fünfzehn Mitglieder (1893 waren 16 Revisionisten gewählt worden), von denen mehrere auch bei den Radikalsozialisten saßen, die während der gesamten Legislaturperiode und sogar bis Ende 1898 ihre eigene Fraktion für Nationalisten öffneten. Da ihre geringe Mitgliederzahl es ihr nicht erlaubte, sich hervorzuheben, geriet die nationalistische Fraktion nach 1895 in Vergessenheit.
In den folgenden Legislaturperioden wurde ihr Platz von der Groupe de la Défense nationale und der Groupe républicain nationaliste eingenommen.